# Petar Bilušić
Petar Bilušić (Zaton, Šibenik, 25. lipnja 1904. – Šibenik, 24. listopada 1994.) bio je hrvatski književnik.

## Životopis
Petar Bilušić rođen je u Zatonu šibenskom od oca Dunka Bilušića Miloševića i majke Jele rođ. Bilušić. Osnovnu je školu pohađao od 1911. do 1917. godine u rodnom mjestu, nakon čega je radio kao težak. Rano se priključio radničkomu pokretu te je zbog političke aktivnosti bio zatvaran u Lepoglavi, Srijemskoj Mitrovici, Nišu i Šibeniku. Godine 1941. uključio se u Drugi svjetski rat na strani partizana, ali je zbog bolesti prebačen na rad u pozadini. Godine 1942. i 1943.  proveo je oko 18 mjeseci u talijanskim logorima. Nakon nekoliko pokušaja bijega odveden je u koncentracijski logor u Trstu te u bolnicu u Piacenzi. Nakon povratka u domovinu ponovo se uključio u rat te je bio rukovodilac grupe mobiliziranih ribara na otoku Žirju. Umro je 1994. godine u Šibeniku.

## Književno stvaralaštvo
Prvo mu je objavljeno djelo pjesma Ogledalo objavljena u ilegalnom listu Krug (kaznionica u Srijemskoj Mitrovici, 1934.). Pisao je pjesme, bajke i priče za djecu s lirskim i humorističkim te ponekad sentimentalno-didaktičkim obilježjima. Objavljivao je u dnevnim i tjednim listovima te sljedećim izdanjima: Ilustrirani vjesnik (1952.), Omladinski borac (1952.), Zapisi s njiva (zbornik, 1952.), Jutro (1954.), Koraci (1954.), Novine mladih (1954., 1955.), Osvit (1954.), Slobodni dan (1954.), Šibenska revija (1954.), Narodni kalendar Sloga (1955.), Polimlje (1955.), Radost (1955.), Mladi zadrugar (1958.), Vesela sveska (1958.), Književne novine (1967.). Bilušić je napisao i nekoliko drama, poglavito dječjih i za kazalište lutaka. Osim u Šibeniku, njegova je drama Kuća na rubu šume prikazivana u kazalištima u Bosni i Hercegovini te na Kosovu, dok je igrokaz Crvene šoljice bio popularan u Hrvatskom narodnom kazalištu u Šibeniku. Neke su mu dječje pjesme prevođene na talijanski jezik i objavljivane u talijanskim časopisima i listovima. Godine 1966. objavio je roman Ljudi iz slijepe ulice.

## Djela
- Djedo mornar i unuk kapetan (Zagreb, 1951.)
- Grad na moru (Šibenik, 1954.)
- Plave bajke (Šibenik, 1955.)
- Put u Afriku (Šibenik, 1956.)
- Bjegunci (Šibenik, 1959.)
- Gavanovi dvori (Šibenik, 1959.)
- Gospodin magarac (Šibenik, 1960.)
- Kuća na rubu šume (Šibenik, 1960.)
- Pakleni tjesnac (Šibenik, 1960.)
- Ljudi iz slijepe ulice (Šibenik, 1966.)[1][2]